# Джосефін Маккім
Джосефін Маккім (англ. Josephine McKim, 4 січня 1910 — 10 грудня 1992) — американська плавчиня.
Олімпійська чемпіонка 1928 року, учасниця 1932 року.